# Los Auténticos Decadentes
Los Auténticos Decadentes és un grup musical argentí format en l'any 1986 per Cucho, Nito i el Francès. El seu estil és una barreja entre diferents ritmes, que van des del rock cumbiancha i arriben a la Belada o el Bolero inclusivament, formant així un so únic. És considerada com una de les bandes de música més importants del país, i rep el suport de grans figures com Lucca Prodan, David Byrne, Manu Chao, Andrés Calamaro, i altres grups nacionals i internacionals, per la seua extensa trajectòria, la qualitat de les seues obres, la seua popularitat i el seu poder de convocatòria. Festejant 20 anys van tocar en el Luna Park de Buenos Aires i van gravar un DvD en viu que s'editarà a cap d'any.
Les seues cançons (amb lletra modificada) es canten en els estadis de futbol per les aficions de tot el continent. En els últims anys han assolit un èxit en Mèxic molt important, tocant en 2006 en el Palau dels Esports i en el 2007 en el Teatre Metropolitan.
Algunes de les seues cançons són ja clàssiques en la vida nocturna llatinoamericana com "Corazón", "Loco (Tu Forma de Ser)", "Entrega el Marrón", "El Murguero", "Los piratas", "La guitarra", "Vení Raquel".